# Luis Miró
Luis Miró Doñate (ur. 3 marca 1913, w Barcelonie  – zm. 15 września 1991 tamże) – piłkarz i trener hiszpański, Był bramkarzem. W trakcie kariery piłkarskiej rozegrał 50 meczów w barwach FC Barcelony.